# Zarex
Zarex (in greco antico: Ζάρηξ?) è stato un eroe della mitologia greca; era figlio di Caristo, nipote di Chirone.
Sposò Reo e divenne il padre di Anio. In alcuni resoconti, Zarex adottò il figlio di sua moglie, Anio, allevato dal suo divino padre Apollo.
A Zarex è stato attribuito il merito di aver appreso la musica di Apollo e di aver fondato la città di Zarex in Laconia; ha anche avuto un tempio ad Eleusi, accanto a quello di Ippotoo. C'era anche una montagna nell'isola di Eubea, che si pensava avesse preso il nome da lui.